# Groove Metal
Groove Metal gilt als ein Subgenre des Metal und gemeinhin als rhythmusorientierte Weiterentwicklung des Musikstils Thrash Metal unter dem deutlichen Einfluss des Hardcore Punk. Der Titel Groove Metal leitet sich dabei vom amerikanisch popkulturellen Begriff „Groove“ ab. Teile des Groove Metal werden hinzukommend häufig auch als Neo-Thrash oder Post-Thrash bezeichnet. Der Begriff Groove Metal ist eher im anglo-amerikanischen Sprachraum gebräuchlich, wohingegen die deutsche Musikpresse die Bands meist weiter dem Thrash bzw. Neo-Thrash oder anderen sich überschneidenden Subgenres zuordnet.

## Musikstilistische Ausrichtung

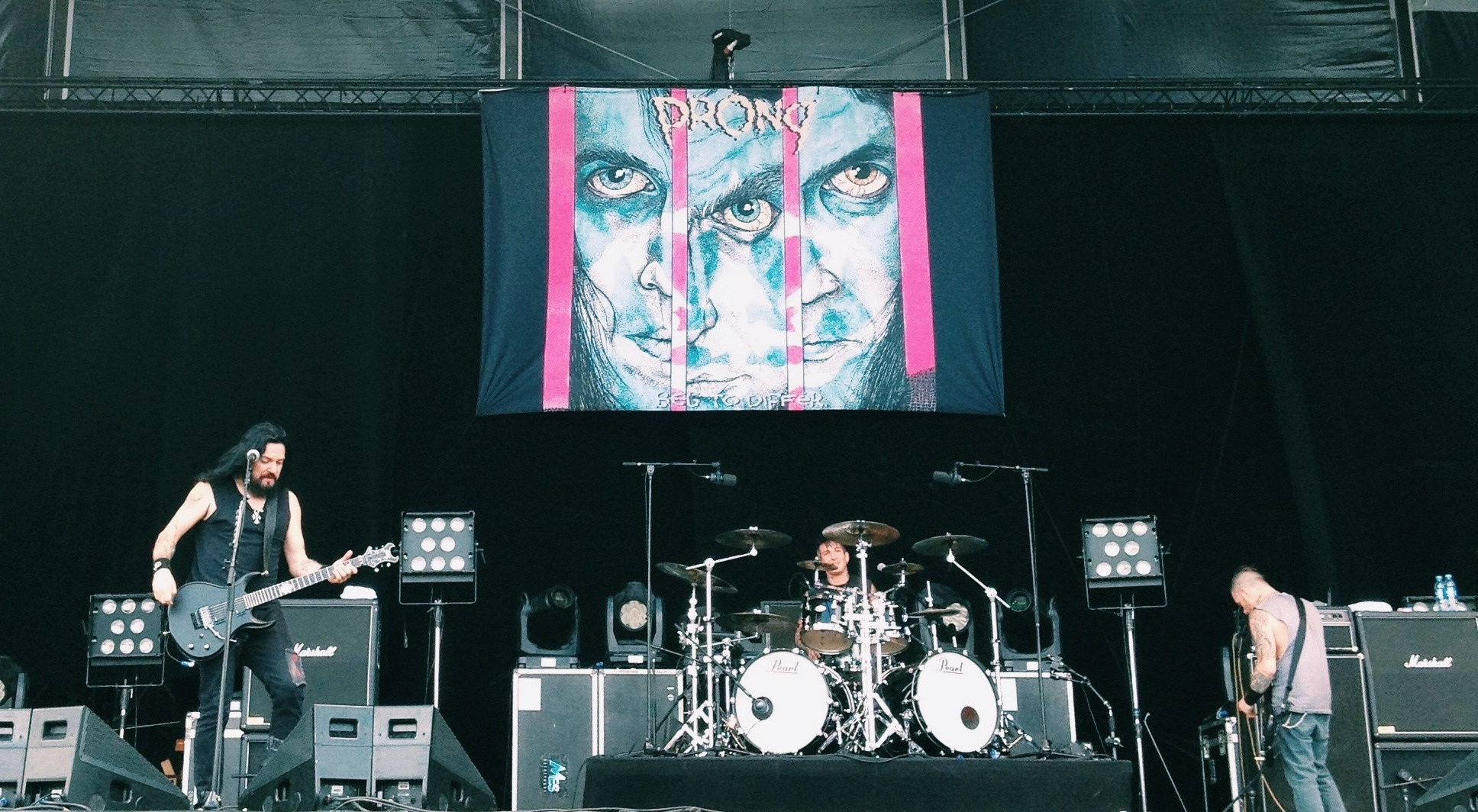
Einer der Initiatoren des Groove Metal: Prong

Groove-Metal-Bands neigen entgegen den durch Geschwindigkeit dominierten Musikstilen Speed Metal und Thrash Metal vornehmlich zu Mid-Tempo-Riffs, welche durch die Nutzung der Synkope eine zusätzliche Rhythmusdominanz erlangen. Als weitere stiltypische Spielformen werden oft stark verzerrte Powerakkorde und Palm Muting in das Gitarrenspiel eingebunden.
Auch ein Verzerren des Bassspiels ist im Groove Metal üblich. Der Bass unterstützt meist die Rhythmusgitarre, kann jedoch auch als Soloinstrument fungieren. Der Gesang kann derweil sowohl dem im Thrash Metal üblichen Schreien als auch dem aus dem Hardcore bekannten Brüllen entsprechen. Der Einsatz von cleanen Gesangseinlagen entspricht dabei meist kurzen Passagen, die im Wechsel mit dem gutturalen Gesang genutzt werden. Eine besondere Bedeutung im Groove Metal nimmt das Schlagzeug ein. Der Einsatz einer in Intervallen gespielten Doublebassdrum ist hierbei ebenso üblich wie die Betonung regelmäßiger Rhythmuswechsel oder die Überlagerung der Drumintervalle.
Darüber hinaus ist der Einsatz von Samples, Keyboards und anderen Elementen elektronischer Musik nicht unüblich und erweitert häufig den Sound.

## Vorläufer
Neben den bekannten Größen des frühen Thrash Metal wie Metallica und besonders den experimentierfreudigen Anthrax wirkte sich auch die Musik der Hardcore-Punk-Szene auf den Groove Metal aus. Vornehmlich Bands wie Black Flag, Sick of It All, Agnostic Front und Slapshot, die bereits in den 1980er Jahren mit Metalelementen experimentierten, wirkten auf die Entwicklung des Groove Metal ein.

## Geschichte

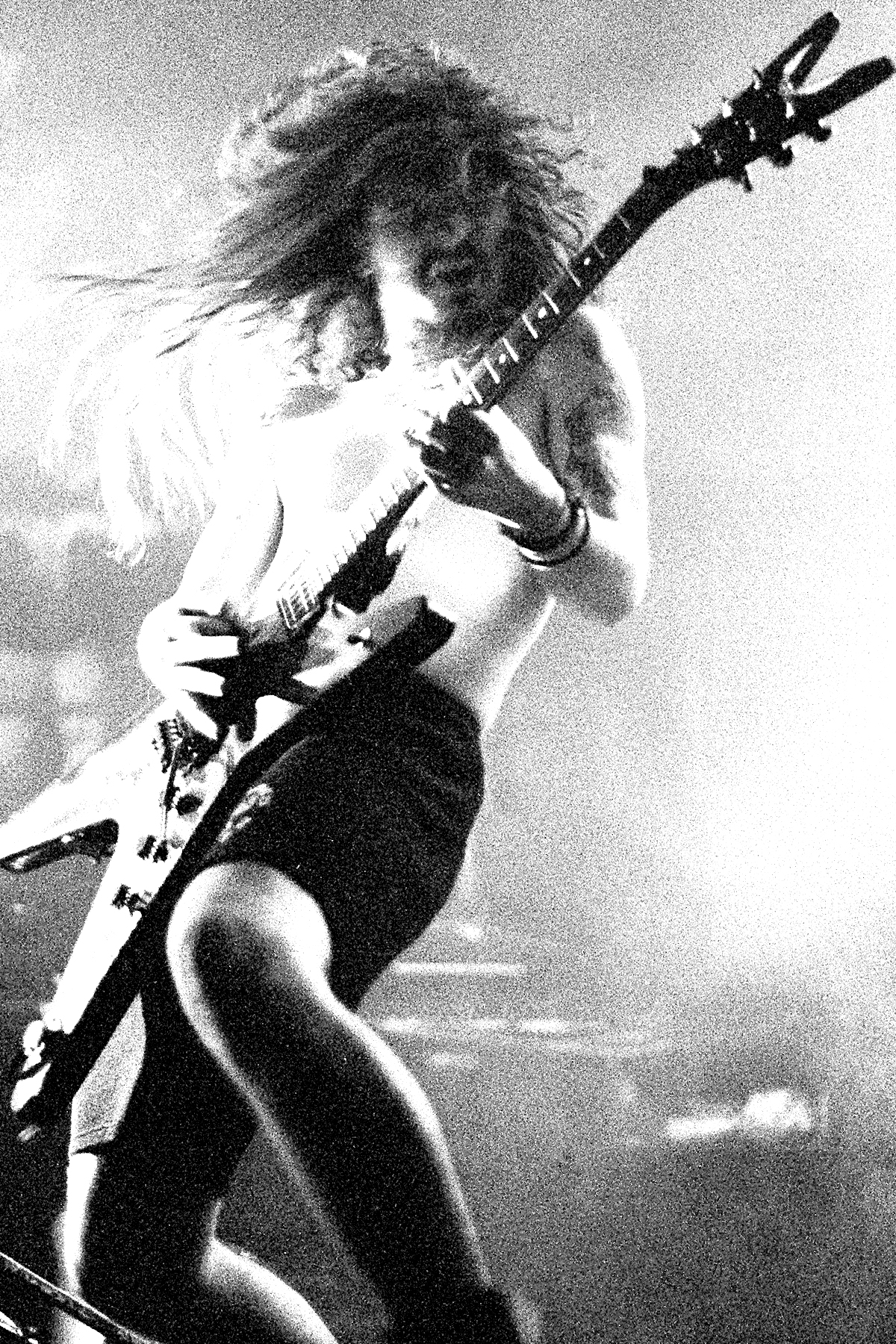
Pantera (hier Gitarrist Dimebag Darrell) popularisierte das Genre

Groove Metal entstand in der Hochphase des Crossover zum Ende der 1980er und Beginn der 1990er Jahre. Die kreative Tiefphase des puristischen Metal und Thrash Metal begünstigte die Öffnung zu weiteren Musikstilen, wodurch die Intensität des Hardcore Einzug in den Thrash fand. Aus dieser Kombination entstand auch der Begriff Neo-Thrash für einige Interpreten des Groove Metal. Den Kern der neuen Musikrichtung bildeten Exhorder, die bereits 1985 auf ihrer ersten Demo Get Rude alle wichtigen Elemente vereinten und speziell für Pantera als Vorreiter galten. Dennoch erschien ihr erstes Album Slaughter in Vatican nahezu zeitgleich mit Panteras Cowboys from Hell, welches seither als Initialzündung für das Genre gesehen wird. Zu diesem Album begründete Sänger Phil Anselmo auch den Begriff Groove Metal, welcher fortan folgende Bands begleiten sollte.
Ebenfalls nahezu zeitgleich arrangierte Prong als erste Band einen ähnlichen Sound unter der wegweisenden Zuhilfenahme elektronischer Musik. Das 1993 von Sepultura veröffentlichte Chaos A.D. setzte durch den Einsatz brasilianischer Rhythmen und Perkussion sowie durch die extreme Härte, die fast in den Death Metal übergriff, weitere Maßstäbe.

### Stilprägende Veröffentlichungen
- Exhorder – Slaughter in the Vatican (1990)
- Pantera – Cowboys from Hell (1990)
- Prong – Beg to Differ (1990)
- Sepultura – Chaos A.D. (1993)

## Erfolg und Wirkung
Spätestens mit Panteras Chartplatzierung 1992 für Vulgar Display of Power gewann Groove Metal an Massentauglichkeit und Popularität. Fortan konnten Groove-Metal-Bands Charterfolge und Heavy Rotations auf MTV für sich verbuchen. Machine Heads Album Burn My Eyes wurde mehr als 400.000-mal verkauft. White Zombie platzierten 1993 ihr Album La Sexorcisto: Devil Music, Vol. 1 in den amerikanischen Charts auf Platz 26 und Sepultura 1996 ihr Album Roots auf 27.
Die Interpreten des Groove Metal nahmen bereits viele spielerische Elemente des Nu Metals vorweg. Besonders die verstärkte Betonung auf eingängige Rhythmik, die häufig genutzte Synkope und der Wechsel zwischen gutturalem und cleanem Gesang flossen in den Nu Metal ein. Groove-Metal-Bands wie Machine Head, Prong, Fear Factory, Sepultura und Pantera werden hier als wichtiger Einflussfaktor gesehen.

## Überschneidungen und Abgrenzungen
Groove Metal hat durch den Crossover-Boom der 1990er Jahre und die Nähe zu Thrash Metal und Hardcore Punk weite Überschneidungspunkte zu mehreren Musikstilen.
Neben den offensichtlichen großen Ursprungsszenen bestehen Ähnlichkeiten zu Interpreten der fast zeitgleich entstandenen Neuen Deutschen Härte und zu Bands des Nu Metal.
Des Weiteren werden einige elektronisch dominierte Vertreter des Genres häufig dem Industrial Metal zugeordnet.
Dennoch steht der Groove Metal als eigenständiger Stil diesen Stilen gegenüber.
Entgegen dem Thrash wird im Groove Metal die Geschwindigkeit öfter reduziert und das gesamte Gitarrenspiel deutlich modernisiert.
Gegenüber dem Hardcore wird dennoch ein hohes Maß an technisch versiertem Spiel praktiziert.
Entgegen dem Industrial Metal schließt sich die Nutzung computergenerierter oder EBM-typischer Beats aus.
Bands der Neuen Deutschen Härte hingegen wurden bereits früh mit Interpreten des Groove Metal verglichen.
Dabei ist die Nähe der elektronisch beeinflussten Groove-Metal-Bands wie Fear Factory oder White Zombie zu frühen Arbeiten verschiedener NDH-Größen wie Oomph! oder Rammstein eindeutig.
Darüber hinaus finden sich Elemente des Groove Metal im Nu Metal wieder, und einige Bands wie Soulfly werden gelegentlich beiden Genrebezeichnungen gerecht.
Dennoch nimmt im Groove Metal der Sprechgesang und das Bassspiel eine geringere Rolle ein und das Schlagzeug eine weit höhere.
Der Einsatz einer Doublebassdrum schließt sich im Nu Metal nahezu aus.
Und der oft geschriene oder gebrüllte Gesang weicht im Nu Metal verstärkt cleanen Vocals.